# Poupartia pubescens
Poupartia pubescens là một loài thực vật thuộc họ Anacardiaceae. Đây là loài đặc hữu của Mauritius. Chúng hiện đang bị đe dọa vì mất môi trường sống.